# Psilocerea catenosa
Psilocerea catenosa är en fjärilsart som beskrevs av Claude Herbulot 1970. Psilocerea catenosa ingår i släktet Psilocerea och familjen mätare. Inga underarter finns listade.